# Алберт Шпеер
Бертолд Конрад Херман Алберт Шпеер (на немски: Berthold Konrad Hermann Albert Speer) е германски архитект и политик, наричан понякога Първи архитект на Третия райх. От 1942 г. e министър на въоръженията и военната промишленост в Германската империя, член е на ръководството на НСДАП и на Райхстага.
Осъден е от Международния военен трибунал в Нюрнберг на 20 години затвор. Той е главният архитект на Хитлер преди да стане министър. Казва „Съжалявам.“ и поема морална отговорност за престъпленията, извършени от нацисткия режим. Степента на неговото участие в преследването на евреите и Холокоста е предмет на спорове.
След излизането си от затвора през 1966 година издава 2 книги: „Шпандау: тайните дневници“ и „Отвътре на Третия Райх“. Тези творби представляват ценен материал за историците.

## Биография

### Преди Втората световна война
Алберт Шпеер е член на Националсоциалистическата немска работническа партия и СА от 1931 г. Архитект по образование, Шпеер участва в качеството си на постановчик и оформител на Нюрнбергските партийни конгреси. Успехите на Шпеер като архитект привличат вниманието на Адолф Хитлер.

### По време на Втората световна война
В течение на последвалите 9 години Шпеер е личен архитект на фюрера, завоювайки си неговото почти безгранично доверие. През февруари 1942 г. Хитлер назначава Шпеер за райхсминистър на въоръжението и боеприпасите. През март 1943 г. министерството е преименувано в Имперско министерство на въоръжението и военната промишленост.
Хитлер не се лъже в избора си. Шпеер се превръща в изтъкнат организатор на военното производство. В края на войната Шпеер е убеден, че заповедите на Хитлер са катастрофални и според признанията му на Нюрнбергския процес дори правил опит да пусне отровен газ в бункера на фюрера, който е неуспешен, понеже отдушниците били охранявани от войници. В последната седмица на Втората световна война Шпеер забранява да се унищожават при отстъпление германските промишлени предприятия, нарушавайки заповедта на Хитлер.
Международният военен трибунал в Нюрнберг признава Шпеер за виновен в извършване на престъпления срещу човечеството и военни престъпления и го осъжда на 20 години затвор. Шпеер ги излежава в затвора Шпандау в Берлин. Освободен е след изтичане на наказанието през октомври 1966 г.

### След Втората световна война
До смъртта си през 1981 г. Шпеер издава своите мемоари („Третият райх отвътре“, „Шпандау: тайните дневници“). Първият му син, роден през 1934 г., носи неговото име и също става архитект. Другите му деца са Хилде Шрам, Фриц Шпеер, Маргрет Нисен, Арнолд Шпеер и Ернст Шпеер.
Шпеер умира от кръвоизлив в мозъка на 76 години по време на среща с любовницата си в хотел Park Court в Лондон на 1 септември 1981 г.